# Синджан — Каяш (пригородная линия)
Пригородный поезд Синджан-Каяш (тур. Sincan-Kayaş Banliyö Treni) — это старый пригородный поезд, который отправляется с железнодорожного вокзала Синджан в Анкаре и обслуживает до железнодорожного вокзала Каяш и является одной из основных транспортных линий Анкары.
Пригородная железнодорожная линия между железнодорожным вокзалом Синджан и Анкарой была построена компанией Chemins de Fer Ottomans d’Anatolie/Otman Anatolian Railways (CFOA) как часть жд-линии Стамбул-Хайдарпаша-Анкара во времена Османской империи и была введена в эксплуатацию в 1892 году. Когда линия была введена в эксплуатацию впервые, эксплуатировались поезда, состоящие из трех вагонов, которые тянул малочисленный паровоз.
После того, как в 1923 году была создана Турецкая Республика, TCDD (тогда она называлась Главным управлением государственных железных дорог) начала строить новые железнодорожные линии. Существующая пригородная линия (между Синджаном и Анкарой) была продлена до Каяша в 1925 году как часть первой построенной железнодорожной линии Анкара-Карс. Пригородная линия была электрифицирована в 1972 году и стала служить пригородной линией B1 (Синджан-Каяш).
В целях доведения пригородной линии до стандартов метро услуги были прекращены в 2016 году, а строительные работы Башкентрай, начавшиеся 11 июля 2016 года, были завершены в 2018 году. Башкентрай, введенный в эксплуатацию 12 апреля 2018 года, заменил пригородную линию. Количество станций, которое было 28 на пригородной линии, уменьшилось до 24 в Башкентрае из-за отмены станций Субаевлери Двигательный Завод, Гюльверен и Топкая. Однако станция Эрмилер была снесена, и около 300 лет станция Эриаман YHT была построена к западу от города.

## Станции
- Синджан (тур. Sincan)
- Лале (тур. Lale)
- Эльванкент (тур. Elvankent)
- Емирлер (тур. Emirler)
- Озгюнеш (тур. Özgüneş)
- Этимесгут (тур. Etimesgut)
- Субаевлери
- Хава Дураги
- Йылдырым
- Бехичбей
- Маршандиз (тур. Marşandiz)
- Двигательный Завод
- Гази
- Гази Маххаллеси
- Ипподром
- Анкара
- Йенишехир
- Куртулуш
- Чебечи
- Демирлибахче
- Гюльверен
- Самейкадин
- Мамак
- Багдереси
- Урегил
- Топкая
- Кёстенсе
- Каяш